# Cyclopogon dressleri
Cyclopogon dressleri är en orkidéart som beskrevs av Dariusz Lucjan Szlachetko. Cyclopogon dressleri ingår i släktet Cyclopogon, och familjen orkidéer.
Artens utbredningsområde är Panamá. Inga underarter finns listade i Catalogue of Life.